# Viagem do James Caird

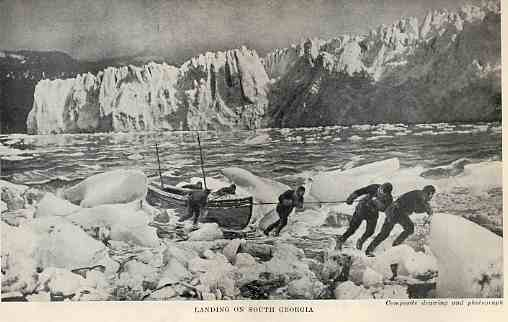
Ilustração do desembarque do James Caird na Geórgia do Sul no final da sua viagem a 10 de maio de 1916.

A viagem do James Caird foi uma viagem num pequeno barco sem coberta desde a ilha Elefante, nas ilhas Shetland do Sul, até à Geórgia do Sul, no sul do oceano Atlântico, numa distância total de 1 500 km. Tendo ao comando sir Ernest Shackleton, e cinco companheiros, o objectivo da viagem era obter ajuda para resgatar o grupo principal da Expedição Transantártica Imperial de 1914–17, que tinha ficado preso na ilha Elefante depois do afundamento do seu navio, o Endurance. Esta viagem ficou para a história como uma das mais difíceis viagens de barco efectuadas.
Em outubro de 1915, o Endurance foi esmagado pelo gelo, depois de ter ficado encalhado numa placa, e afundou-se no mar de Weddell, deixando Shackleton e a tripulação presos numa superfície pouco segura de gelo, a milhares de quilómetros da civilização. Durante os meses que se seguiram, o grupo ficou à deriva em direcção a norte até abril de 1916, quando a placa de gelo flutuante onde se encontravam acampados se quebrou. Partiram nos barcos salva-vidas para a remota e inacessível ilha Elefante, onde Shackleton decidiu que a maneira mais rápida de obter ajuda era partir com um dos barcos até à Geórgia do Sul.
Dos três barcos salva-vidas, o James Caird era o mais robusto e o que tinha mais probabilidade de sobreviver à viagem. Recebeu o seu nome em homenagem a Sir James Key Caird, um fabricante de juta e filantropo de Dundee, cujos donativos ajudaram a financiar a expedição de Shackleton. Antes da viagem, o barco foi modificado e reforçado pelo carpinteiro do navio, Harry McNish, para aguentar os duros mares do oceano Antártico. Levava uma tripulação de seis homens, liderados por Shackleton, e com o capitão do Endurance, Frank Worsley, como responsável pela navegação.
Depois de sobreviverem a vários perigos, incluindo o quase virar do barco, chegaram à Geórgia do Sul depois de 16 dias de viagem. No final, ainda passaram pela dificuldade em encontrar um local seguro para desembarcar. Shackleton conseguiu, posteriormente, obter ajuda para resgatar o grupo que tinha ficado na ilha Elefante, e levar os seus homens para casa, sem perda de vidas. Depois do final da Primeira Guerra Mundial, o James Caird foi trazido da Geórgia do Sul para a Inglaterra, e encontra-se exposto na antiga escola de Shackleton, o Colégio de Dulwich.

## Antecedentes
A 5 de dezembro de 1914, o navio da expedição de Shackleton, Endurance, deixou a Geórgia do Sul em direcção ao mar de Weddell, para a primeira etapa da Expedição Transantártica Imperial. O seu destino era a baía de Vahsel, o ponto mais a sul,  explorado, do mar de Weddel, a uma latitude de 77° 49' S, onde um grupo iria desembarcar para efectuar a travessia transcontinental do continente antártico. Antes mesmo de atingirem aquele local, o navio encalhou numa placa de gelo e, a 14 de fevereiro de 1915, acabou por ficar preso, pese embora os esforços para o libertar. Nos oito meses que se seguiram, ficou à deriva em direcção a norte, até que, a 27 de outubro, foi esmagado pela pressão do gelo, acabando por se afundar a 21 de novembro. O grupo de 27 homens instalou um acampamento na placa de gelo flutuante, enquanto Shackleton ponderava sobre qual seria a melhor solução para salvar a tripulação.
O plano inicial de Shackleton era efectuar uma marcha pela plataforma de gelo até à próxima terra, onde o grupo poderia chegar a um local por onde passassem navios. Esta ideia saiu frustrada pois a consistência do gelo não era das melhores: mole, quebradiça e com aberturas. Depois de alguns dias de marcha, tiveram que parar; o grupo estabeleceu um acampamento a que deram o nome de "Patience Camp" (Acampamento Paciência), numa placa de gelo, e ficaram a aguardar à medida que as correntes os levavam para norte, até mar aberto. Tinham com eles três barcos salva-vidas que Shackleton baptizou com os nomes dos principais patrocinadores da expedição: Stancomb Wills, Dudley Docker e James Caird. O grupo esperou três meses na placa até que, a 8 de abril de 1916, o gelo começou a quebrar e tiveram que lançar os barcos à água. Seguiu-se uma viagem de sete dias onde navegaram contra mares agitados e perigosos blocos de gelo, até chegarem à ilha Elefante, a 15 de abril.

## Na ilha Elefante
A ilha Elefante, no extremo leste das ilhas Shetland do Sul, era um local remoto e afastado de todos os pontos para onde a expedição tinha planeado ir, e longe das rotas habituais dos navios. Nenhum navio de salvamento os iria procurar ali, e a possibilidade de resgate de alguma outra entidade, era mínima. A ilha era desabitada e inóspita, e o terreno era desprovido de vegetação, embora existisse água fresca e alguns pinguins e focas que poderiam servir de alimento e combustível. O rigor do Inverno antártico estava a aproximar-se rapidamente; a estreita praia de cascalho onde estavam acampados estava a desaparecer depois de continuamente fustigada por vendavais e tempestades de neve, que também destruíram uma das tendas e deitaram abaixo outras. Toda a pressão e dificuldades que os homens tinham passado nos últimos meses, estava a começar a sentir-se; alguns deles estavam moral e fisicamente em baixo.
Dadas as circunstâncias, Shackleton decidiu tomar a iniciativa de levar um dos barcos para ir buscar ajuda. O porto mais próximo era Port Stanley, nas ilhas Falkland, a 1 000 km dali, mas de difícil acesso dados os ventos predominantes serem de oeste. Outra possibilidade era a Ilha Decepção, no extremo oeste do grupo de ilhas da Sandwich do Sul. Embora desabitadas, os registos do Almirantado indicavam que a ilha tinha provisões para marinheiros de navios naufragados, sendo visitada, de tempos a tempos, por baleeiros. No entanto, para a alcançar tinham de navegar contra o vento predominante — embora em mares menos abertos — sem a certeza de conseguirem arranjar ajuda em tempo útil. Depois de uma troca de ideias com o segundo-no-comando, Frank Wild, e com o capitão do navio, Frank Worsley, Shackleton decidiu tentar alcançar as estações baleeiras da Geórgia do Sul, a nordeste, com a ajuda de ventos favoráveis. Este destino implicava uma viagem de barco muito mais longa, 1 500 km, através do oceano Antártico, em condições de rápida aproximação do Inverno, mas, aparentemente, seria a melhor possibilidade de encontrarem auxílio. Shackleton escreveu: "um grupo de homens de barco poderia efectuar a viagem e regressar num espaço de um mês com ajuda, desde que o mar estivesse calmo e sem gelo, e que o barco conseguisse sobreviver aos grandes mares".

## Preparativos

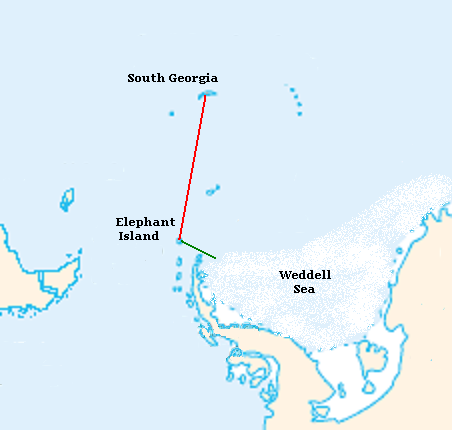
Mapa com indicação (a verde e vermelho) da rota do James Caird na primeira e segunda etapas da viagem.

Para chegar até à Geórgia do Sul, o grupo do barco de Shackleton teria que atravessar alguns dos mares mais agitados do mundo, com tempestades contínuas. Podiam ser atingidos por ventos com a força de um furacão e fortes ondas do cabo Horn, medindo até 18 metros. Worsley escreveu: "Sabíamos que iria ser a situação mais perigosa que até agora experimentáramos, pois o Inverno antártico já se instalara, e nós íamos atravessar os piores mares do mundo".
Dos três barcos, Shackleton escolheu o mais pesado e mais forte, o James Caird. O James Caird, de 6,9 m de comprimento, foi construído para a caça à baleia, em Londres, de acordo com ordens de Worsley, e desenhado com base nos princípios do construtor naval norueguês, Colin Archer. Shackleton pediu ao carpinteiro da expedição, Harry McNish, para modificar o barco e este ficar mais navegável. McNish, com ferramentas e materiais improvisados, de imediato começou a adaptar o barco, aumentando os lados, construindo um convés improvisado com madeira e lona, e selando-o com tinta de óleo, estopa e sangue de foca. O trabalho foi reforçado com a instalação do mastro do Dudley Docker ao longo da quilha. Foram instalados um mastro principal e um mastro de mezena, preparados para levar uma vela quadrada e uma vela de estai. O peso do barco foi aumentado com uma tonelada de lastro, para diminuir o risco de o barco se virar em mar alto, situação que Shackleton sabia que podia acontecer.
Shackleton decidiu que o grupo seria constituído por seis homens com provisões para um mês, pois, como ele escreveu, "se não conseguíssemos chegar à Geórgia do Sul naquele tempo, com certeza que nos tínhamos afundado". Em complemento às rações para a travessia transcontinental, levaram biscoitos, Bovril, açúcar e leite em pó. Também levaram 68 litros de água, dois fogões Primus, parafina, óleo, velas, sacos de dormir e "algumas meias sobressalentes".
De acordo com o relatório de Shackleton, as primeiras escolhas para a tripulação foram Worsley e Tom Crean, que "pediram para ir". Shackleton conhecia Crean da Expedição Discovery (1901–04); Crean também tinha estado com Robert Falcon Scott, capitão da Expedição Terra Nova em 1910–13. Shackleton perguntou quem se queria oferecer para os outros lugares, e "muitos foram os que se ofereceram". Destes, escolheu dois marinheiros robustos, John Vincent e Timothy McCarthy, e ofereceu o último lugar a McNish. "Ele tinha mais de cinquenta anos de idade", escreveu Shackleton sobre McNish (na realidade tinha 41), "mas tinha bons conhecimentos de veleiros e era muito expedito". As escolhas de Vincent e McNish, ambos com um feitio difícil, terão sido feitas, segundo alguns historiadores, para que Shackleton pudesse controlar os homens potencialmente mais conflituosos, embora ambos tivessem demonstrado um bom desempenho durante a anterior viagem de barco. Shackleton tinha grandes expectativas nas capacidades de Worsley como navegador, em especial a sua capacidade de calcular localizações em circunstâncias complicadas. Em relação a Crean, Shackleton tinha a certeza de que era alguém em que se podia confiar até ao fim.

## A viagem noJames Caird

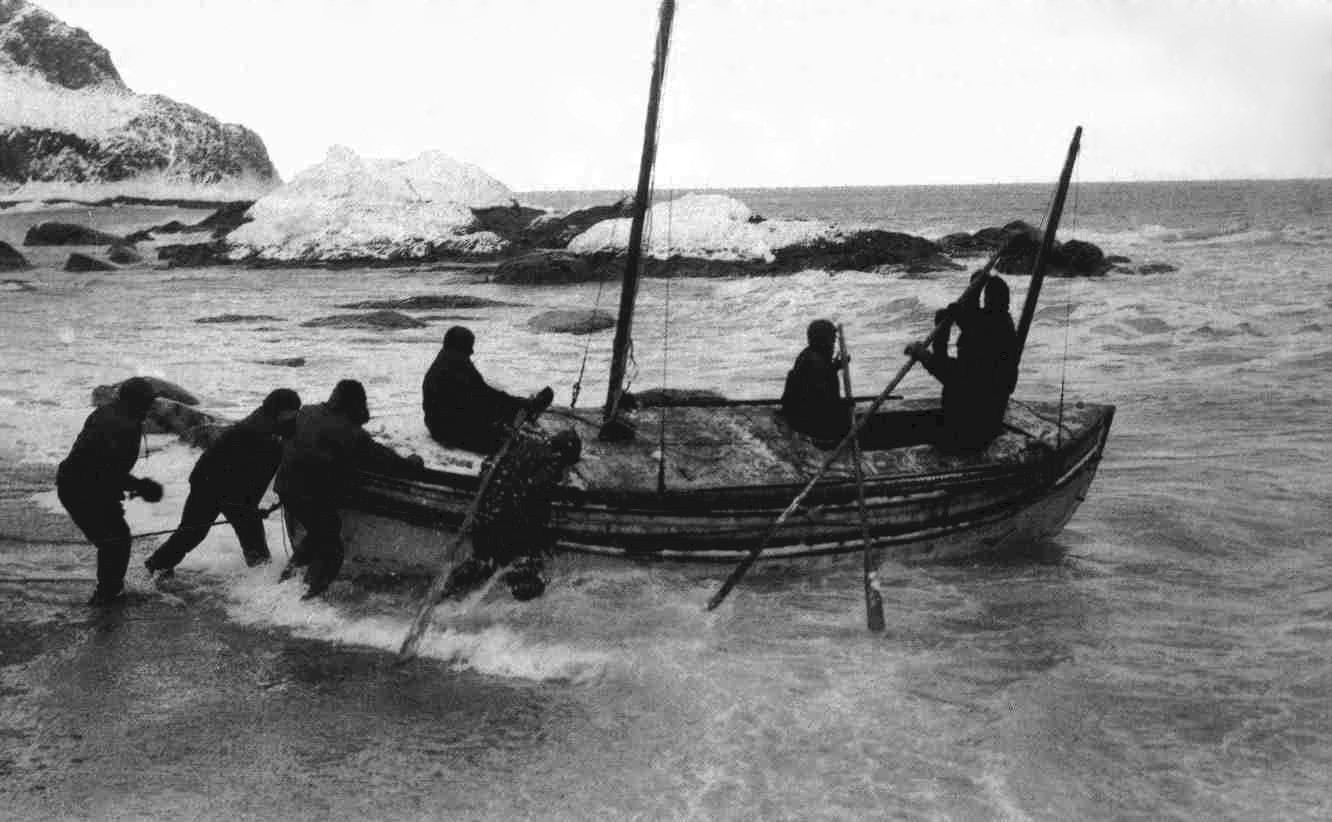
Lançamento à água do James Caird a partir da costa da ilha Elefante, 24 de abril de 1916

O James Caird partiu da ilha Elefante a 24 de abril de 1916. O vento estava moderado e soprava de sudoeste, o que ajudou na partida, desaparecendo rapidamente no horizonte. Antes de partir, Shackleton deixou instruções a Frank Wild, que ficou com o grupo principal, para ele assumir "o comando total a partir do momento em que o barco partisse da ilha"; caso a viagem falhasse, Wild ficaria incumbido de tentar levar o grupo para a Ilha Decepção, na Primavera seguinte, e aguardar por ajuda.
Assim que partiram, Shackleton deu ordens a Worsley para rumar em direcção a norte, em vez de directamente para a Geórgia do Sul, por forma contornar os perigosos campos de gelo que começavam a formar-se. Por volta da meia-noite, deixaram o gelo para trás, mas a ondulação estava a aumentar. No dia seguinte, ao amanhecer, encontravam-se a 83 km da ilha Elefante, a navegar em mar agitado e com ventos de força 9. Os homens cumpriam uma rotina: três deles ficavam no convés improvisado - um no leme, outro nas velas e o terceiro a vigiar. Os outros três homens permaneciam debaixo do convés, a descansar num espaço apertado. A difícil hora de mudança de turno, escreveu Shackleton, "poderia ter tido o seu lado humorístico se não fosse tão complicado". As roupas, fabricadas para marchas na neve, e não para viagem de barco aberto, estavam longe de ser à prova-de-água; o contínuo contacto com a gelada água do mar deixava-lhes a pele dolorosa.
O sucesso dependia da navegação de Worsley, baseada em observações do sol quando este, brevemente, aparecia, enquanto o barco abanava. A primeira observação foi feita dois dias depois, e calculou que estariam a 237 km da ilha Elefante. A rota foi alterada para irem directos para a Geórgia do Sul. Já não navegavam entre o gelo flutuante mas estavam a chegar aos perigosos mares da passagem de Drake. A agitação do mar, e do barco, tornava impossível cozinhar comida quente no fogão Primus, mas Crean, no papel de cozinheiro, arranjou forma de ir alimentando os homens.

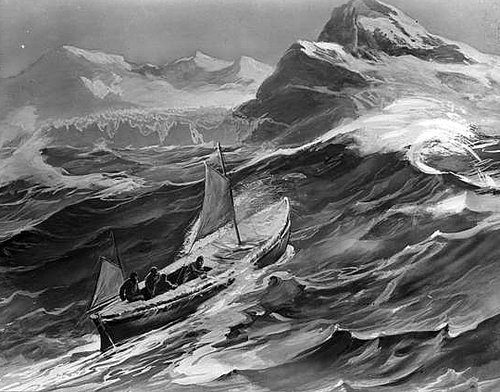
Ilustração do James Caird na aproximação à Geórgia do Sul (do relatório da expedição de Shackleton, South)

A observação seguinte, a 29 de abril, mostrou-lhes que viajaram 441 km. Daí em diante, a navegação tornou-se, nas palavras de Worsley, "um simples adivinhar", pois as condições atmosféricas pioraram significativamente. O James Caird encontrava-se a navegar num mar extremamente agitado e em constante perigo de se afundar; os homens que ficavam debaixo do convés estavam constantemente a bombear a água para fora. A temperatura caiu a pique, dando origem a uma nova ameaça: a acumulação de espuma gelada que podia virar o barco. Por turnos, tinham que rastejar para o convés para partir o gelo com um machado. Durante 48 horas ficaram parados, presos por uma âncora, até que o vento acalmou o suficiente para levantarem as velas de novo e prosseguirem viagem. Apesar de mais estes contratempos, a terceira observação de Worsley, a 4 de Maio, indicava que estavam a 460 km do ponto mais próximo da Geórgia do Sul.
A 5 de maio, voltou o mau tempo e com ele as piores condições de navegação. Shackleton escreveria: "Sentíamos que o nosso barco era levantado e atirado para a frente como uma rolha". A tripulação bombeava a água o mais depressa que conseguiam para manter o barco a flutuar. Ainda assim, estavam a rumar na direcção que pretendiam e,  um cálculo estimado feito por Worsley, no dia seguinte, 6 de maio, indicava que estariam a 213 km do ponto oeste da Geórgia do Sul, uma posição confirmada pela observação do dia seguinte. Nesta altura, a dura experiência das duas semanas que já tinham passado no mar, começava a fazer-se sentir: Shackleton verificou que Vincent já não tinha mais forças; McCarthy estava "fraco, mas bem disposto"; e McNish apresentava sinais de fraqueza, embora mostrasse "coragem e moral elevada".
A 7 de maio, Worsley informou Shackleton de que não tinha a certeza da sua posição no espaço de 16 km. Para evitar a possibilidade de serem empurrados pelos ventos de sudoeste para além da ilha, Shackleton ordenou uma pequena alteração de rota por forma a que o James Caird alcançasse a costa desabitada da região sudoeste. Depois, se possível iriam a pé até às estações baleeiras, do lado oposto. "A situação era má para nós naquela altura", escreveu Shackleton. "Os melhores momento eram aqueles quando tomávamos a nossa única chávena de leite quente, durante os longos e amargos turnos nocturnos". Mais tarde, nesse mesmo dia, encontraram algas a flutuar e, na manhã seguinte, viram pássaros, corvos-marinhos que, como era sabido, nunca se afastavam muito de terra. Pouco depois do meio-dia do dia 8 de maio, avistaram, por fim, terra.
À medida que se aproximavam das altas falésias da costa, o mar agitado impedia o seu desembarque. Ficaram parados durante mais de 24 horas, enquanto o vento mudava para noroeste e se transformava "num dos piores furacões que algum de nós passara". Durante este tempo, estiveram em perigo de ser atirados contra as rochas, ou de se afundarem na perigosa ilha Annenkov, a 8 km da costa. No dia 10 de Maio, quando a tempestade acalmou ligeiramente, Shackleton mostrava-se preocupado com os membros mais fracos do barco que podiam não aguentar mais um dia, e decidiu que deviam tentar desembarcar, independentemente do perigo. Dirigiram-se para uma pequena enseada, na baía do Rei Haakon e, finalmente, depois de várias tentativas, conseguiram desembarcar. Shackleton escreveria que aquela viagem de barco foi "uma das lutas mais duras"; o historiador Carol Alexander comentou: "Eles não sabiam — ou sequer pensavam nisso - que a viagem que efectuaram no James Caird seria considerada como uma das maiores viagens de barco jamais realizadas".

## Geórgia do Sul

Geórgia do Sul. A Baía do Rei Haakon, onde o James Caird atracou, é a entrada, no lado sul da ilha, mais a oeste.

Depois de alguns dias a recuperar, Shackleton decidiu que o barco não tinha capacidade para efectuar mais 280 km à volta da ilha, para alcançar as estações baleeiras na costa norte. Para além disso, Vincent e McNish estavam incapazes de andar. Decidiu levar o barco até à baía do Rei Haakon, de onde ele, Worsley e Crean atravessariam a ilha a pé, esperando chegar à estação habitada de Stromness.
A 15 de maio, o James Caird efectuou mais uma etapa de 56 km em direcção a uma praia no início da baía. Aqui, trouxeram o barco para a praia e viraram-no para servir de abrigo. O local foi designado por Peggotty Bluff (Acampamento Peggotty; nome do barco-casa de Peggoty do livro de Charles Dickens, David Copperfield). Três dias depois, os três homens partiram para para a primeira travessia do interior da Geórgia do Sul. O percurso que fizeram foi muito sinuoso dado não possuírem nenhum mapa, e tiveram que improvisar uma rota que atravessava cadeias montanhosas e glaciares. Sem equipamento de campismo ou de escalada, caminharam sem parar durante 36 horas até chegarem a Stromness. De acordo com Worsley, os homens de Shackleton eram "um impressionante trio de espantalhos", com as caras abatidas, desfiguradas e escuras devido ao frio, vento, queimaduras e fuligem acumulada. Mais tarde naquele dia 19 de maio, foi enviado um navio a motor para a baía do Rei Haakon para resgatar McCarthy, McNish e Vincent, e o James Caird. Worsley escreveu que os marinheiros noruegueses em Stromness "ficaram honrados em rebocá-lo até ao cais", um gesto muito "sensibilizador".
Devido à proximidade do Inverno do sul, e das condições do gelo, passaram-se mais de três meses até que Shackleton fosse capaz de resgatar os seus homens da ilha Elefante. Com a ajuda do navio-a-vapor Yelcho, todo o grupo foi salvo, chegando a Punta Arenas, no Chile, a 3 de setembro de 1916.

## Rescaldo

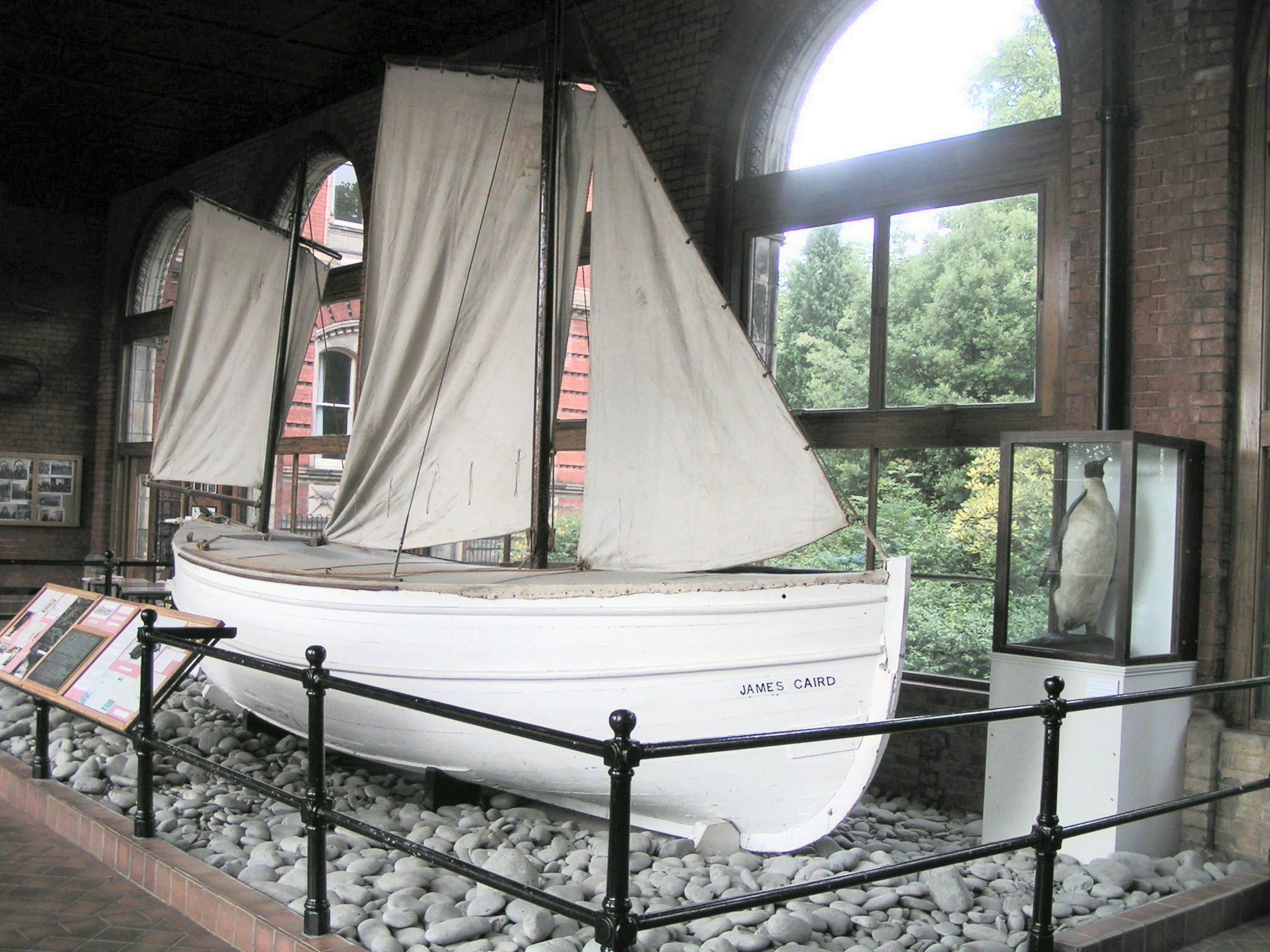
O James Caird, preservado no Colégio de Dulwich no sul de Londres

O James Caird voltou para Inglaterra em 1919. Dois anos depois, Shackleton voltou à Antártida, à frente da Expedição Shackleton–Rowett. A 5 de janeiro de 1922, morreu subitamente de ataque cardíaco, enquanto o navio da expedição, o Quest se encontrava atracado na Geórgia do Sul.
No final desse ano, James Quiller Rowett, que tinha financiado a expedição e era um ex-colega do Colégio de Dulwich, decidiu entregar o James Caird à escola. Ficou lá até 1967, embora o edifício tivesse ficado danificado com os bombardeamentos de 1944. Em 1967, o barco foi para o Museu Marítimo Nacional, sendo restaurado. Ficou exposto no museu até 1985, regressando ao Colégio de Dulwich e colocado numa nova localização, o Claustro Norte, em cima de pedras recolhidas na Geórgia do Sul e Aberystwyth. Este local tornou-se a casa permanente do James Caird, embora seja pontualmente emprestado a outras exibições como a  London Boat Show (1994 e 2009), Greenwich, Portsmouth, Falmouth (2006), Washington DC, Nova Iorque, Wellington (2004) e Bona, Alemanha (1998).
A Sociedade James Caird foi criada em 1994, para "preservar a memória, honrar os feitos exemplares da exploração na Antártida e elogiar as qualidades excepcionais de liderança associadas ao nome de Sir Ernest Shackleton".